# Різдвяна історія (фільм, 1983)
«Різдвяна історія» (англ. A Christmas Story) — сімейний фільм і різдвяна комедія 1983 року режисера Боба Кларка.

## Сюжет
Дія фільму відбувається у грудні 1940 року. Вже дорослий Ральфі Паркер згадує одне конкретне Різдво, коли йому було дев'ять років. Фільм представлений серією історій, які відбувалися перед Різдвом. У центрі подій — родина Паркерів у вигаданому місті Хохман, штат Індіана.

### Головна історія
На Різдво Ральфі хотів отримати в подарунок тільки одну річ — 200-зарядну пневматичну гвинтівку Red Ryder Carbine Action Range Model.

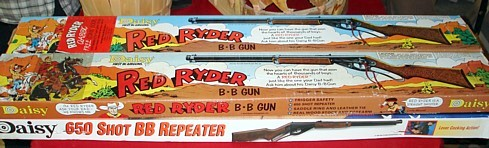

Бажання Ральфі відкидається його матір'ю, його вчителькою міс Шилдс і навіть Санта-Клаусом в універмазі, і всі вони дають йому одне і те ж попередження: «Ти виб'єш собі око».
Різдвяного ранку Ральфі отримує кілька подарунків, які йому подобаються, але він розчарований, не виявивши серед них гвинтівки. Коли виявляється, що всі подарунки відкриті, батько Ральфі направляє його до останньої коробки, захованої в кутку, в якій виявляється гвинтівка. Він з нетерпінням поспішає надвір, щоб випробувати її, прикріплюючи мішень до металевого знаку на задньому дворі. Коли він стріляє, куля рикошетить назад і потрапляє йому в обличчя. Спочатку він вважає, що справді вистрілив собі в око, та потім розуміє, що куля тільки збила його окуляри, і починає шукати їх у снігу, але випадково наступає на них і роздавлює. Він бреше матері, що то бурулька вдарила його по обличчю і розбила окуляри, і вона вірить йому і веде у ванну, щоб привести його в порядок.
Тієї ночі Ральфі лягає спати з гвинтівкою поруч із собою, і дорослий Ральфі говорить, що то був найкращий різдвяний подарунок, який він колись отримував або колись отримає.

### Супутні історії
- Містер Паркер отримує «головну нагороду» на конкурсі – настільну лампу у вигляді жіночої ноги в ажурній панчосі. Він у нестямі від радості, але місис Паркер — ні. Розвивається «Битва за лампу», яка закінчується тим, що місис Паркер «випадково» знищує її на превеликий жаль чоловіка. Не в змозі відремонтувати лампу, він закопує її останки на задньому дворі.
- Містер Паркер також веде нескінченну битву з несправною піччю у будинку Паркерів. Його розчарування змушує його досить часто лаятись, використовуючи ненормативну лексику. Його вплив пізніше відбивається на Ральфі, коли у машини містера Паркера раптово лопає шина. Місис Паркер пропонує Ральфі допомогти батькові змінити шину. Коли Ральфі утримує гвинти в ковпаку шини, батько випадково вибиває їх із рук Ральфі, внаслідок чого Ральфі інстинктивно вимовляє почуту не раз від батька ненормативну лексику, і йому вимивають рот із милом.
- Ще одним джерелом роздратування для містера Паркера є собаки, що належать родині Бампус, сільським сусідам Паркерів. Ці собаки турбують Паркера щоразу, коли він приходить додому з роботи. У день Різдва собаки псують сімейну вечерю, вриваючись на кухню і з'їдаючи індичку, що змушує сім'ю піти в китайський ресторан на різдвяну вечерю.
- Ральфі, його брата Ренді та його друзів Фліка і Шварца мучать сусідські хулігани Скат Фаркус та Гровер Ділл. Врешті решт Ральфі зривається і б'є Фаркуса. Місис Паркер забирає його посеред бою, і Ральфі очікує, що вона розповість чоловіку, але натомість вона перенаправляє розмову на футбольний матч.

## В ролях
| Актор            | Роль                    |
| ---------------- | ----------------------- |
| Пітер Біллінгслі | Ральфі Паркер           |
| Єн Петрелла      | Ренді Паркер            |
| Даррен Макгевін  | містер Паркер           |
| Мелінда Діллон   | місіс Паркер            |
| Скотт Шварц      | Флік                    |
| Р. Д. Робб       | Шварц                   |
| Джин Шеперд      | дорослий Ральфі (голос) |
| Зак Ворд         | Скат Фаркус             |
| Тедде Мур        | місс Шилдс              |

### Місця знімання

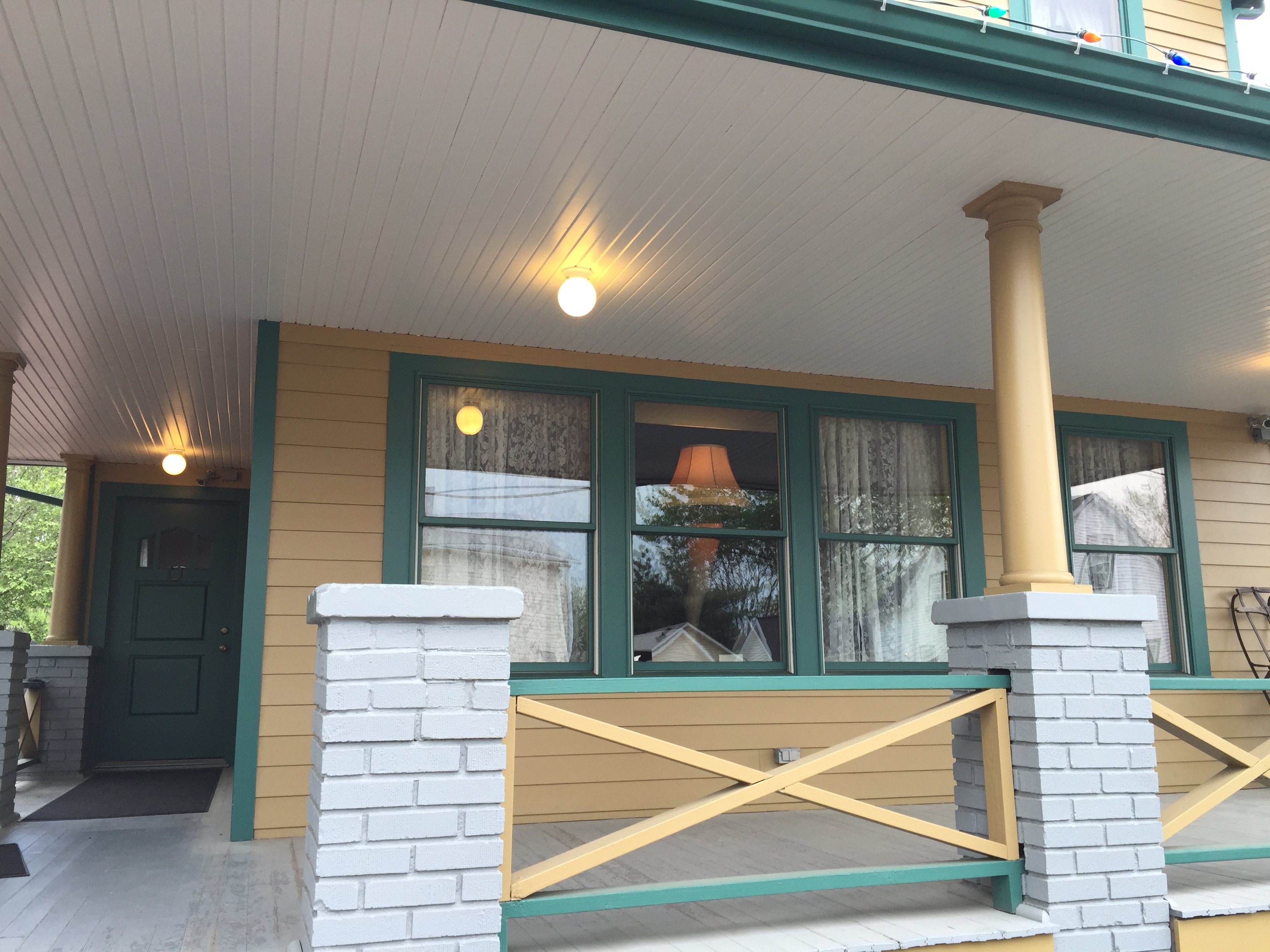
Будинок «Різдвяної історії», де знімали фільм 1983 року

Дія фільму відбувається у місті Гохман, вигаданій версії рідного міста Шеперда Гаммонд, штат Індіана. Режисер Боб Кларк обрав для знімання Клівленд, штат Огайо через універмаг «Гігбі» в центрі міста. «Гігбі» став місцем знімання трьох сцен фільму:
- початкова сцена, в якій Ральфі вперше помічає пневматичну гвинтівку на різдвяній вітрині магазину;
- сцена вечірнього параду;
- візит Ральфі та Ренді до Санти, який був знятий в універмазі «Гігбі».

Зовнішні кадри будинку Паркерів та околиць були зняті у мікрорайоні Огайо-Сіті. Вигаданий будинок дитинства Ральфі, який пізніше був відреставрований, перебудований усередині, щоб відповідати інтер'єру звукової сцени, і відкритий для публіки як «Будинок «Різдвяної історії»», знаходиться на Клівленд-стріт, назві реальної вулиці, де виріс Шеперд.
Декілька сцен було знято в Онтаріо, Канада.

## Критика
«Різдвяна історія» вийшла за тиждень до Дня Подяки 1983 року і мала помірний успіх. Відтоді, завдяки телетрансляціям та випуску домашнього відео, «Різдвяна історія» стала широко популярною і тепер є щорічним різдвяним фільмом. Деякі критики вважають тепер його одним із найкращих фільмів 1983 року. Rotten Tomatoes дав оцінку 90% на основі 59 відгуків від критиків і 88% від більш ніж 250 000 глядачів.

## Визнання
2012 року фільм був записаний Національною радою США до Національного реєстру кінокартин вибраних для збереження у Бібліотеці Конгресу як «культурно, історично, або естетично значущий» фільм.